# توسل به عقل
توسل به عقل (به انگلیسی: Appeal to Reason) پنجمین آلبوم رسمی گروه پانک راک آمریکایی رایز اگنست که در ۷ اکتبر ۲۰۰۸ منتشرشد. این سومین آلبومی است که با برچسب گفن رکوردز بیرون داده‌شد.

## ارائه
در مه ۲۰۰۷ گزارش داده شد که رایز اگنست طرحی برای آلبوم جدید دارد که بزودی بعد تور آلبوم رنجبر و رنج‌بین به استودیو برمی‌گردند و شروع به ضبط آن خواهندکرد.
در چهاردهم ژوئیه، سایت Punknews اعلام کرد که نام این آلبوم درخواست با برهان است. رایز اگنست همچنین دو ویدئو در سایت خود قرار داده که این دو هنگام ضبط آلبوم در استودیو فیلم‌برداری شده.
اولین تک‌آهنگ این آلبوم بازآموزی (از طریق زحمت) در ۱۹ اوت ۲۰۰۸ بیرون داده شد. موزیک ویدئو این آهنگ به کارگردانی کوین کرسلیک صورت گرفت. دومین تک‌آهنگ این آلبوم حضار تک نفره نام دارد که در ۱۵ ژانویه ۲۰۰۹ انتشار یافت به همراه نماهنگ با کارگردانی «برت سیمون».

## فهرست آهنگ‌ها
در ۲۱ اوت گروه Line-Up آهنگ‌های خود را اعلام کرد. که به شرح زیر می‌باشد:
1. فروپاشی
2. پسران از یاد رفته
3. بازآموزی (از طریق زحمت)
4. خاک نجواشده
5. نشانگان کوتوف
6. از سر نالایق
7. نیروی تداوم
8. حضار تک نفره
9. تفریح
10. قهرمان جنگ
11. ناجی
12. تَرَکی اندازه مو
13. جا و مکان نامعلوم

1. Collapse
2. Long Forgotten Sons
3. Re-Education
4. The Dirt Whispered
5. Kotov Syndrome
6. From Heads Unworthy
7. The Strength to Go On
8. Audience of One
9. Entertainment
10. Hero of War
11. Savior
12. Hairline Fracture
13. Whereabouts Unknown

### گروه
- تیم مک ایلریف – آواز، ریتم گیتار
- جو پرینسیپی – گیتار بیس، هم‌آوازی
- زک بلیر – گیتار لید، هم‌آوازی
- برندون بارنز – درام، پرکاشن